# Einar Lindqvist
Einar Laurentius "Linkan" Lindqvist (31. května 1895 – 26. dubna 1972) byl švédský reprezentační hokejový obránce.
V roce 1920 byl členem Švédské hokejové týmu, který skončil čtvrtý na Letních olympijských hrách. Odehrál šest zápasů a vstřelil tři branky.